# Kelly Smith
Jayne Kelly Smith (Watford, 29 ottobre 1978) è un'allenatrice di calcio ed ex calciatrice inglese, di ruolo attaccante, collaboratore tecnico dell'Arsenal.
Affermatasi nei campionati di college statunitensi, Smith ha infranto diversi record con la maglia della Seton Hall University prima di entrare nel calcio professionistico statunitense, per decidere in seguito di rientrare in Europa per giocare nel campionato inglese femminile di calcio. Nella sua lunga carriera ha indossato per 20 anni la maglia della nazionale inglese con la quale ha partecipato a quattro campionati mondiali e due europei, vestendo anche quella della nazionale britannica in occasione delle Olimpiadi di Londra 2012.

## Carriera

### Club
Kelly Smith cresce nella zona Garston di Watford, appassionandosi già dalla giovane età al calcio e giocando regolarmente con la squadra maschile del quartiere, il Garston Boys Club, fino a quando, all'età di sette anni e pur essendo il miglior goleador della squadra, fu cacciata in seguito alle lamentele dei genitori dei ragazzi delle squadre avversarie.
Dopo questo episodio entrerà a far parte dei Pinner Girl, una squadra formata dal padre di Smith, mettendo in mostra le sue abilità alle Wembley Ladies e facendo il suo debutto ad alti livelli nella stagione 1994-95. Nell'agosto del 1995 il giornalista sportivo britannico Pete Davies ha scritto su The Independent che la "letale, rapida e generosamente dotata" Smith è stata "la miglior giocatrice della partita odierna". Dopo essersi trasferita alle Wembley Ladies nel 1996-97, ha segnato due gol e realizzato l'assist per il terzo nella vittoria per 3-0 sul Liverpool che ha assicurato alla squadra il titolo nella Premier League in quella stagione. Ha trascorso l'anno al West Herts College, ma si trasferì in seguito alla Seton Hall University negli Stati Uniti d'America nel 1997.

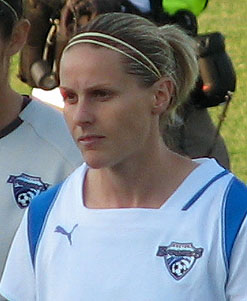
Kelly Smith con la maglia dei Boston Breakers, nel 2009.

Smith si iscrisse all'università come studentessa-atleta. Ha giocato per il Seton Hall Pirates dal 1997 al 1999. Nel suo primo anno, nel 1997, Smith realizza il record di punteggio per la Big East Conference e diventata il primo atleta in qualsiasi sport della BEC a diventare Player of the Year e Newcomer of the Year nella stessa stagione. Nelle successive due stagioni, Smith diventa capocannoniere non solo nella Big East, ma in tutta la NCAA Division I, ed è stata nominata Big Est Offensive Player of the Year in entrambi gli anni. Alla fine della sua carriera universitaria, l'università decise di ritirare il suo numero di maglia, il 6, diventando la prima atleta della Seton Hall, oltre al basket, ad avere il numero di maglia ritirato. Nei suoi tre anni alla Seton Hall, mise a segno 76 goal e 174 punti in 51 partite giocate.
Terminati gli studi decide di accettare le offerte per entrare nel calcio professionistico statunitense, firmando per il New Jersey Lady Stallions, giocando nelle stagioni 1999 e 2000, per poi passare nel 2001 ai Philadelphia Charge, congedandosi nel 2003 con 9 reti in 26 incontri, e nel 2004 con il New Jersey Wildcats.
Nell'inverno 2004 decide di accettare la proposta dell'Arsenal, dove aveva militato nelle sue sezioni giovanili, per giocare nel campionato inglese femminile di calcio, ritorna quindi in Europa per giocare in Premier League. Con l'Arsenal conquista il titolo di campione d'Inghilterra per quattro stagioni di fila, riuscendo anche a conquistare il titolo di Campione d'Europa nell'edizione 2006-2007 della UEFA Women's Cup.
Nel 2009 decide nuovamente di lasciare l'Europa per gli Stati Uniti, accettando di sottoscrivere un nuovo contratto da professionista con il Boston Breakers per giocare nella Women's Professional Soccer (WPS), dove rimarrà per tre stagioni prima di ritornare a vestire la maglia dell'Arsenal, nel 2012.

## Nazionale
Con la nazionale inglese fa il suo esordio nel 1995, collezionando oltre 100 presenze prima del suo ritiro annunciato nel 2015. Nonostante abbia subito gravi infortuni durante la sua carriera, Smith detiene il record di gol con l'Inghilterra con 45 gol.
Viene inoltre selezionate per rappresentare il Regno Unito nella nazionale britannica in occasione dei Giochi della XXX Olimpiade di Londra 2012, dove contribuisce a far raggiungere alla squadra i Quarti di finale nel torneo.

## Palmarès

### Club

#### Competizioni nazionali
- FA Women's Premier League National Division: 4

Arsenal: 2005-2006, 2006-2007, 2007-2008, 2008-2009
- Campionato inglese: 1

Arsenal: 2012
- FA WSL Cup: 2

Arsenal: 2012, 2013
- FA Women's Cup: 2

Arsenal: 2012-2013, 2013-2014

#### Competizioni internazionali
- UEFA Women's Cup: 1

Arsenal: 2006-2007

### Individuale
- Inserita tra le "Leggende del calcio" del Golden Foot

2021